# العلاقات البولندية الكورية الشمالية
العلاقات البولندية الكورية الشمالية هي العلاقات الثنائية التي تجمع بين بولندا وكوريا الشمالية.

## مقارنة بين البلدين
هذه مقارنة عامة ومرجعية للدولتين:
| وجه المقارنة                                              | بولندا                                                                             | كوريا الشمالية                        |
| --------------------------------------------------------- | ---------------------------------------------------------------------------------- | ------------------------------------- |
| المساحة (كم2)                                             | 312.68 ألف                                                                         | 120.54 ألف                            |
| عدد السكان (نسمة)                                         | 38.43 مليون                                                                        | 25.49 مليون                           |
| الكثافة السكانية (ن./كم²)                                 | 122.91                                                                             | 211.47                                |
| العاصمة                                                   | وارسو                                                                              | بيونغيانغ                             |
| اللغة الرسمية                                             | اللغة البولندية                                                                    | لغة كوريا الشمالية القياسية ‏          |
| العملة                                                    | زلوتي بولندي                                                                       | وون كوري شمالي                        |
| الناتج المحلي الإجمالي (بليون دولار)                      | 524.51 مليار                                                                       |                                       |
| الناتج المحلي الإجمالي (تعادل القوة الشرائية) بليون دولار | 1.02 تريليون                                                                       |                                       |
| الناتج المحلي الإجمالي الاسمي للفرد دولار أمريكي          | 12.55 ألف                                                                          |                                       |
| الناتج المحلي الإجمالي للفرد دولار أمريكي                 | 26.14 ألف                                                                          |                                       |
| مؤشر التنمية البشرية                                      | 0.843                                                                              |                                       |
| رمز المكالمات الدولي                                      | +48                                                                                | +850                                  |
| رمز الإنترنت                                              | .pl                                                                                | .kp                                   |
| المنطقة الزمنية                                           | توقيت وسط أوروبا، ت ع م+01:00، ت ع م+02:00، أوروبا/وارسو ‏، توقيت وسط أوروبا الصيفي | ت ع م+08:30، ت ع م+08:30، ت ع م+09:00 |

## منظمات دولية مشتركة
يشترك البلدان في عضوية مجموعة من المنظمات الدولية، منها:
| علم المنظمة | اسم المنظمة                      | تاريخ انضمام بولندا | تاريخ انضمام كوريا الشمالية |
| ----------- | -------------------------------- | ------------------- | --------------------------- |
|             | المنظمة العالمية للملكية الفكرية | ?                   | ?                           |
|             | يونسكو                           | 6 نوفمبر 1946       | 18 أكتوبر 1974              |
|             | الاتحاد البريدي العالمي          | 1 مايو 1919         | ?                           |
|             | الاتحاد الدولي للاتصالات         | 1921                | ?                           |
|             | الأمم المتحدة                    | 24 أكتوبر 1945      | 17 سبتمبر 1991              |
|             | المنظمة الهيدروغرافية الدولية    | ?                   | ?                           |
|             | منظمة الصحة العالمية             | 7 أبريل 1948        | ?                           |

## وصلات خارجية
- موقع وزارة الخارجية البولندية
- موقع وزارة الخارجية الكورية الشمالية